# Ricardo Galeote
Ricardo Galeote Quecedo es un político malagueño perteneciente al Partido Popular, exconcejal en el ayuntamiento de Estepona (Málaga). Su nombre se ha hecho conocido por su implicación en el caso Gürtel por posibles delitos de cohecho, tráfico de influencias y asociación ilícita.

## Biografía
Entre 2001 y 2003 trabaja como gerente de la empresa municipal Turismo y Actividades Recreativas en Estepona (Málaga).

### Implicación en el caso Gürtel
El 22 de mayo de 2009 dimite como edil de Estepona (Málaga), dos meses y medio después de conocerse su imputación en el caso Gürtel. En abril de 2010 el cabecilla de la trama Gürtel, Francisco Correa, admitió en su declaración ante el juez instructor del Tribunal Superior de Justicia de Madrid (TSJM), Antonio Pedreira, que sus empresas pagaron una deuda de «tres o cuatro millones de pesetas» a la novia de Ricardo Galeote. En marzo de 2012 la Audiencia Nacional reabre el caso Gürtel contra el extesorero del PP y exsenador Luis Bárcenas, el diputado del PP Jesús Merino Delgado y el exconcejal de Estepona (Málaga) Ricardo Galeote, los tres imputados por supuestos delitos fiscales y evasión de capitales. El tribunal ha anulado el auto del Tribunal Superior de Justicia de Madrid (TJSM) del pasado 1 de septiembre, que acordaba el sobreseimiento provisional y archivo de la causa respecto a los citados. El auto de la Sección Cuarta establece que cuando el juez Antonio Pedreira decretó el archivo carecía de "competencia objetiva" para ello puesto que el TSJM ya había decidido inhibirse de la causa, que recayó finalmente en el Juzgado Central de Instrucción número 5. En opinión de la Audiencia Nacional la decisión de Pedreira "sobrepasó" las previsiones que le obligaban a emprender únicamente "actuaciones de práctica imprescindible" y "no era ni urgente ni inaplazable".